# گونزالو بوزونی
گونزالو بوزونی (انگلیسی: Gonzalo Bozzoni؛ زادهٔ ۱۲ فوریهٔ ۱۹۹۰) بازیکن فوتبال اهل آرژانتین است.
از باشگاه‌هایی که در آن بازی کرده‌است می‌توان به باشگاه فوتبال ریور پلاته و باشگاه فوتبال ولز سارسفیلد اشاره کرد.
وی همچنین در تیم‌های ملی فوتبال Argentina national under-17 football team بازی کرده‌است.